# روبرت رچکه
روبرت رچکه (انگلیسی: Robert Retschke؛ زادهٔ ۱۷ دسامبر ۱۹۸۰ ‏(۴۴ سال)) دوچرخه‌سوار اهل آلمان است.